# Stefan Kießling
Stefan Kießling (ur. 25 stycznia 1984 w Lichtenfels) – niemiecki piłkarz, który występował na pozycji napastnika.
W latach 2007–2013 reprezentant Niemiec. Uczestnik Mistrzostw Świata 2010.

## Kariera klubowa
Kießling jest wychowankiem klubu Eintracht Bamberg. Jeszcze jako nastolatek trafił do młodzieżowej drużyny 1. FC Nürnberg. W 2002 roku znalazł się kadrze pierwszoligowego zespołu, a 26 kwietnia 2003 zadebiutował w lidze meczem z Hamburger SV (0:4). Było to jego jedyne spotkanie w sezonie 2002/2003, w którym Nürnberg spadło do drugiej ligi. W 2. Bundeslidze Kießling grał przez jeden sezon i już w sezonie 2004/2005 powrócił wraz z klubem do najwyższej klasie rozgrywkowej, strzelając w niej 3 gole. W sezonie 2005/2006 zdobył w lidze 10 bramek, będąc drugim po Słowaku Róbercie Vittku (16 goli) najlepszym strzelcem klubu.
Latem 2006 odszedł za 5,5 miliona euro do Bayeru 04 Leverkusen, w którym jego zadaniem było zastąpienie odchodzącego do Tottenhamu Dimityra Berbatowa. Swój ligowy pierwszy mecz w Bayerze rozegrał 12 sierpnia, a jego klub pokonał Alemannię Aachen 3:0. W ataku Bayeru występował z Ukraińcem Andrijem Woroninem i Bośniakiem Sergejem Barbarezem. On sam zdobył 8 bramek w lidze, w której Bayer zajął 5. miejsce. Wystąpił także w rozgrywkach Pucharu UEFA i dotarł ze swoją drużyną do ćwierćfinału (porażka w dwumeczu z CA Osasuna). W sezonie 2009/2010 zdobywając 21 goli, został wicekrólem strzelców ligi. W sezonie 2012/2013 Kießling strzelił w Bundeslidze 25 goli i został królem strzelców, a Bayer zakwalifikował się do Ligi Mistrzów, dzięki zajęciu trzeciego miejsca.
| Sezon                 | Klub                  | Rozgrywki             | Mecze | Bramki |
| --------------------- | --------------------- | --------------------- | ----- | ------ |
| 2002/03               | 1. FC Nürnberg        | Bundesliga            | 1     | 0      |
| 2003/04               | 1. FC Nürnberg        | 2. Bundesliga         | 14    | 2      |
| 2004/05               | 1. FC Nürnberg        | Bundesliga            | 27    | 3      |
| 2005/06               | 1. FC Nürnberg        | Bundesliga            | 31    | 10     |
| 2006/07               | Bayer 04 Leverkusen   | Bundesliga            | 32    | 8      |
| 2007/08               | Bayer 04 Leverkusen   | Bundesliga            | 31    | 9      |
| 2008/09               | Bayer 04 Leverkusen   | Bundesliga            | 34    | 12     |
| 2009/10               | Bayer 04 Leverkusen   | Bundesliga            | 33    | 21     |
| 2010/11               | Bayer 04 Leverkusen   | Bundesliga            | 22    | 7      |
| 2011/12               | Bayer 04 Leverkusen   | Bundesliga            | 34    | 16     |
| 2012/13               | Bayer 04 Leverkusen   | Bundesliga            | 34    | 25     |
| 2013/14               | Bayer 04 Leverkusen   | Bundesliga            | 32    | 15     |
| 2014/15               | Bayer 04 Leverkusen   | Bundesliga            | 34    | 9      |
| 2015/16               | Bayer 04 Leverkusen   | Bundesliga            | 30    | 5      |
| 2016/17               | Bayer 04 Leverkusen   | Bundesliga            | 20    | 4      |
| 2017/18               | Bayer 04 Leverkusen   | Bundesliga            | 7     | 0      |
| Łącznie w Bundeslidze | Łącznie w Bundeslidze | Łącznie w Bundeslidze | 402   | 144    |

## Kariera reprezentacyjna
8 lutego 2005 Kießling zadebiutował w młodzieżowej reprezentacji Niemiec U-21 w spotkaniu z Walią. Natomiast w pierwszej drużynie Niemiec swój pierwszy mecz rozegrał 28 marca 2007. Niemcy przegrały wówczas 0:1 z Danią.
W 2010 roku zdobył brązowy medal na Mistrzostwach Świata 2010.